# Indianópolis (Minas Gerais)
Indianópolis è un comune del Brasile nello Stato del Minas Gerais, parte della mesoregione del Triângulo Mineiro e Alto Paranaíba e della microregione di Uberlândia.